# Clivo de Escauro

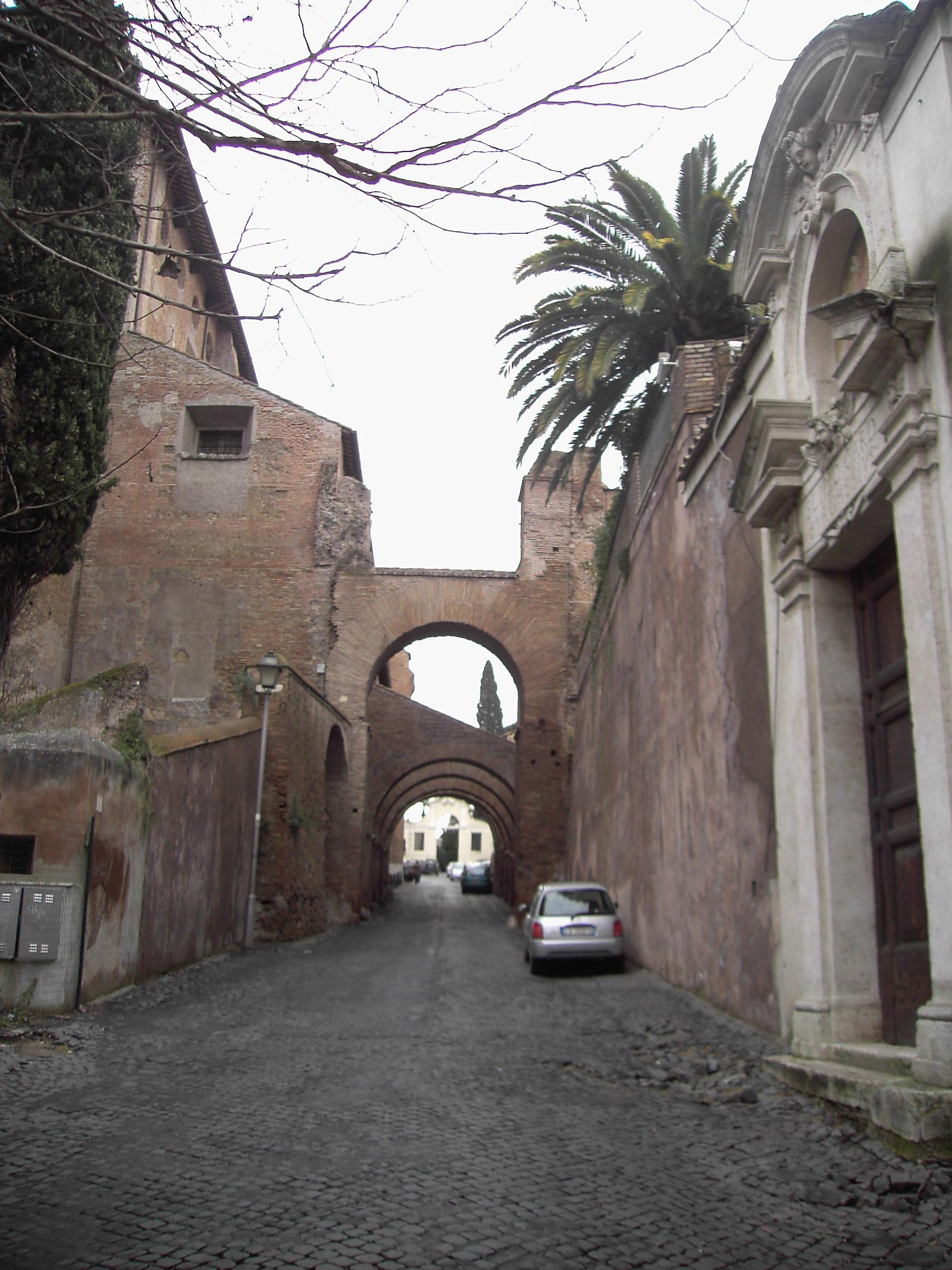
Vista do Clivo de Escauro, em Roma, uma antiga rua romana no monte Célio.

Clivo ou Aclive de Escauro (em latim: Clivus Scauri; em italiano:  Clivo di Scauro) foi um clivo (pequena estrada) da cidade de Roma, na Itália. Situava-se na ascensão da depressão entre o Palatino e o Célio, e percorria a leste ao topo da última colina, no ponto marcado pela Praça do Pequeno Navio (Piazza della Navicella). Ramificou-se da via conectando o Circo Máximo e o Coliseu, ao norte de Septizônio, onde a Igreja de São Gregório encontra-se atualmente, e parece coindicar, no geral, com a moderna Via de São João e São Paulo.
Seu nome aparece somente em textos pós-clássicos e em documentos do século X, porém acredita-se que remonte à Antiguidade e que o Vico Escauro citado numa inscrição seja a mesma via. Especula-se também que o Vico dos Três Arados (vicus trium Ararum) mencionado na Base Capitolina ma I Região e em uma inscrição dedicatória do frontão de São Gregório pode ter outro nome do Clivo de Escauro. No passado, havia uma Igreja da Santíssima Trindade em Clivo de Escauro, a oeste de São Gregório, próximo do Arco Estilano.